# 세인트 세이야: 레전드 오브 생츄어리
세인트 세이야: 레전드 오브 생츄어리(聖闘士星矢 レジェンド・オブ・サンクチュアリ, Seinto Seiya: Legend of Sanctuary)는 일본에서 제작된 사토 케이이치 감독의 2014년 애니메이션, 액션, 판타지 영화이다. 이시카와 카이토 등이 주연으로 출연하였다.

## 출연

### 주연
- 이시카와 카이토
- 아카바네 켄지
- 오노 켄쇼
- 오카모토 노부히코
- 노지마 켄지
- 사사키 아야카
- 오스기 렌
- 미야모토 미츠루
- 코야마 리키야
- 야마데라 코이치
- 히라타 히로아키
- 이노우에 고
- 마도노 미츠아키
- 아사노 마스미
- 모리카와 토시유키
- 카와다 신지
- 나미카와 다이스케
- 키리모토 타쿠야

## 제작진
- 원작자: 쿠루마다 마사미
- 총제작지휘: 쿠루마다 마사미